# Parador

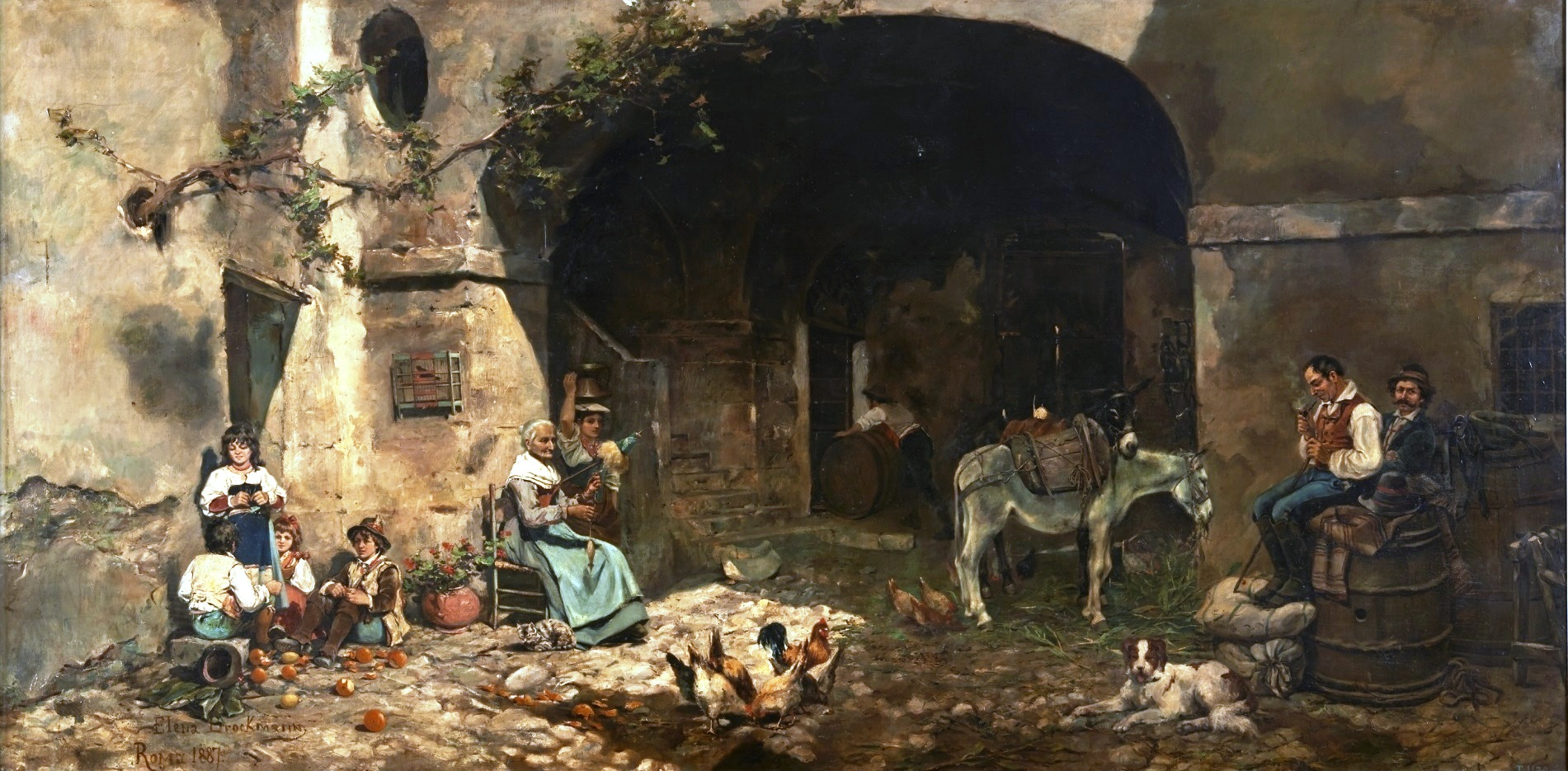
El patio de un parador (1887), óleo de Elena Brockmann. Depositado en el Museo de San Telmo por el Museo del Prado de Madrid.

Un parador es un establecimiento de hostelería similar a la posada. Del primitivo edificio «destinado a hospedar o albergar viajeros», evolucionó hacia un modelo mixto de hostal y mesón, con servicio de restaurante, bar, centro de convenciones y hospedaje. A partir del siglo xx pasó a denominar en España a una red más que una cadena (pues la primera pretende abarcar todo el territorio mientras la segunda se forma a partir de la construcción de hoteles por interés económico) de establecimientos públicos (del Estado) de alto nivel,  que buscaba cubrir zonas sin hospedaje y con atracción turística asociada casi siempre a edificios históricos de la ciudad, lugar o región en la que se crearon.

## En España, Portugal y México

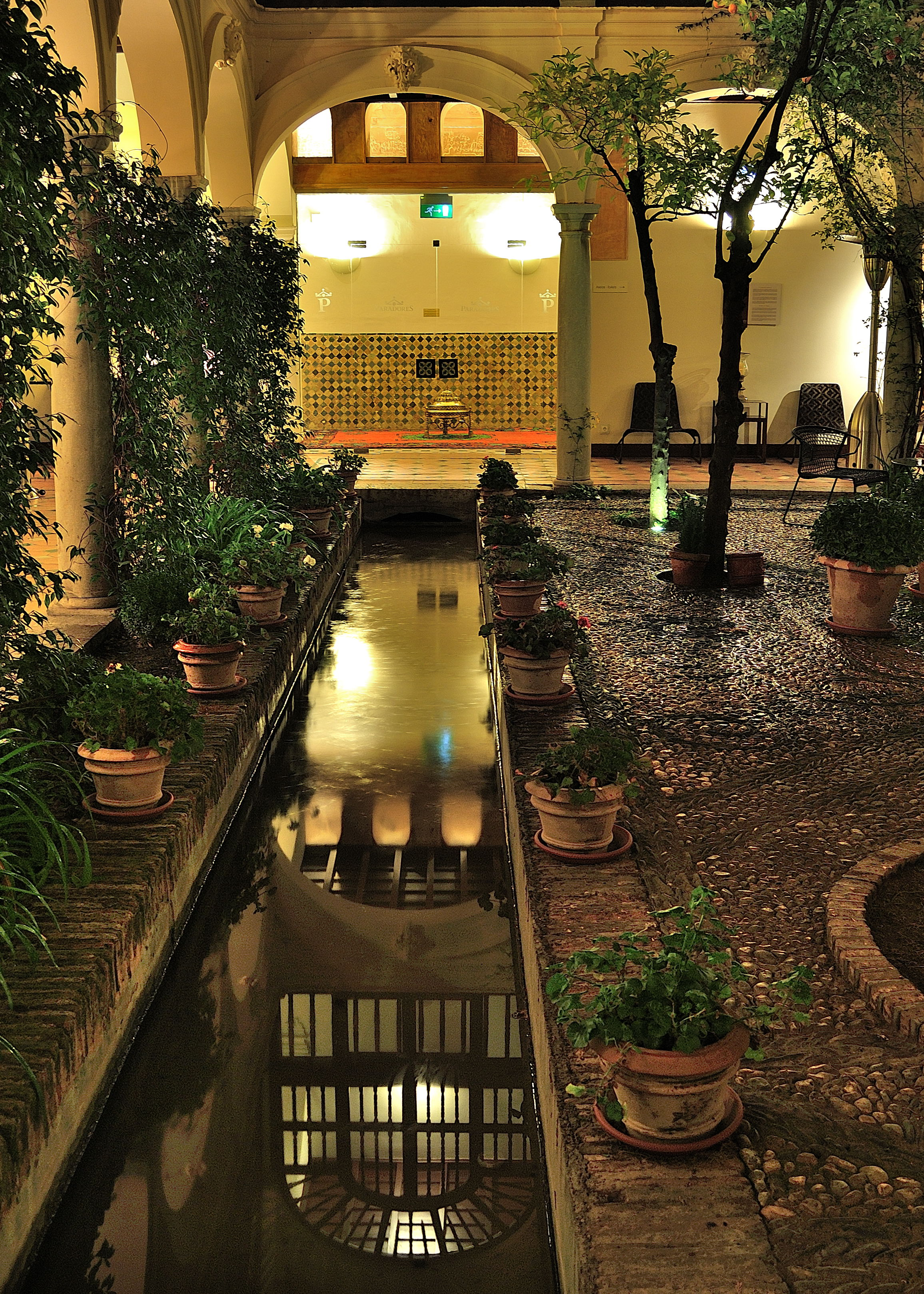
Vista nocturna de la acequia del claustro del Parador de Granada (convento de san Francisco).

El modelo español que generó el prototipo de los paradores de turismo, nació en 1910 del encargo que José Canalejas hiciera al marqués de la Vega Inclán para la inauguración en 1926 de un hotel-refugio en la sierra de Gredos. El proyecto tuvo su par en la red de hoteles históricos de lujo, creados en Portugal en la década de 1940 y privatizados en 2003.
En España pasaron en 1991 al régimen de sociedad anónima (Paradores de Turismo de España, S. A.) de titularidad pública y cuyo accionista único es la Dirección General del Patrimonio del Estado. En el siglo xxi se alcanzó casi el centenar de establecimientos españoles, frente a las 44 «pousadas» instaladas en edificios históricos en Portugal, y gestionadas por un grupo empresarial.
En México pueden citarse como ejemplos de este uso el Parador Santa María en el municipio de La Trinitaria del estado de Chiapas, o el de Puerto Ceiba en Tabasco.

## Nomenclatura histórica
El término parador toma su origen de los establecimientos de descanso (como las sencillas «cauponae») que en el Imperio Romano de Augusto, funcionaban como puntos de parada o pausa (parador) en el camino. En España, el uso del término se mantiene en pleno siglo xx como puede leerse en el libro Viaje a la Alcarria del Nobel Camilo José Cela o, un siglo antes, en el Madrid en la mano, publicado en 1850 por Pedro Felipe Monlau, catalogado en el capítulo titulado Posadas, paradores y mesones. También utiliza el término parador el escritor británico nacido en Malta, Gerald Brenan, en su libro autobiográfico Al sur de Granda relatando su estancia en España entre 1920 y 1943.